# Mount Mystery
Mount Mystery – masywny, skalisty szczyt w USA, w stanie Waszyngton (Hrabstwo Jefferson), położony 75 km na zachód od Seattle. Jest to jeden z wyższych szczytów gór Olympic Mountains. Szczyt leży w centrum Parku Narodowego Olympic, 35 km na wschód od Mount Olympus. 
Ze wierzchołka w kierunku północno-wschodnim spływa duży lodowiec. Najbliższym wyższym szczytem jest odległy o 2,1 km Mount Deception. Szczyt jest dobrze widoczny z wielu miejsc zatoki Puget Sound. Na wierzchołek prowadzi szlak pieszy wiodący z parkingu nad rzeką Dosewallips. Wejście na szlak wymaga uiszczenia opłat za wstęp i obozowanie